# Saint-Martin-l'Hortier
Saint-Martin-l'Hortier és un municipi francès situat al departament del Sena Marítim i a la regió de Normandia. L'any 2007 tenia 239 habitants.

## Demografia

### Població
El 2007 la població de fet de Saint-Martin-l'Hortier era de 239 persones. Hi havia 84 famílies de les quals 12 eren unipersonals (4 homes vivint sols i 8 dones vivint soles), 32 parelles sense fills i 40 parelles amb fills.
La població ha evolucionat segons el següent gràfic:
Habitants censats

### Habitatges
El 2007 hi havia 100 habitatges, 90 eren l'habitatge principal de la família, 5 eren segones residències i 5 estaven desocupats. 98 eren cases i 2 eren apartaments. Dels 90 habitatges principals, 81 estaven ocupats pels seus propietaris, 7 estaven llogats i ocupats pels llogaters i 2 estaven cedits a títol gratuït; 3 tenien dues cambres, 12 en tenien tres, 22 en tenien quatre i 53 en tenien cinc o més. 74 habitatges disposaven pel capbaix d'una plaça de pàrquing. A 37 habitatges hi havia un automòbil i a 47 n'hi havia dos o més.

### Piràmide de població
La piràmide de població per edats i sexe el 2009 era:
| Homes | Edats   | Dones |
| ----- | ------- | ----- |
| 0     | 95 o +  | 0     |
| 0     | 90 a 94 | 0     |
| 0     | 85 a 89 | 0     |
| 4     | 80 a 84 | 0     |
| 4     | 75 a 79 | 8     |
| 4     | 70 a 74 | 4     |
| 0     | 65 a 69 | 0     |
| 8     | 60 a 64 | 0     |
| 4     | 55 a 59 | 4     |
| 4     | 50 a 54 | 12    |
| 16    | 45 a 49 | 8     |
| 16    | 40 a 44 | 12    |
| 8     | 35 a 39 | 8     |
| 8     | 30 a 34 | 4     |
| 0     | 25 a 29 | 0     |
| 0     | 20 a 24 | 12    |
| 4     | 15 a 19 | 8     |
| 8     | 10 a 14 | 12    |
| 4     | 5 a 9   | 8     |
| 0     | 0 a 4   | 0     |

## Economia
El 2007 la població en edat de treballar era de 159 persones, 114 eren actives i 45 eren inactives. De les 114 persones actives 110 estaven ocupades (61 homes i 49 dones) i 4 estaven aturades (2 homes i 2 dones). De les 45 persones inactives 18 estaven jubilades, 12 estaven estudiant i 15 estaven classificades com a «altres inactius».

### Ingressos
El 2009 a Saint-Martin-l'Hortier hi havia 90 unitats fiscals que integraven 254 persones, la mediana anual d'ingressos fiscals per persona era de 19.053,5 €.

### Activitats econòmiques
Dels 5 establiments que hi havia el 2007, 3 eren d'empreses de construcció, 1 d'una empresa de comerç i reparació d'automòbils i 1 d'una empresa classificada com a «altres activitats de serveis».
Dels 3 establiments de servei als particulars que hi havia el 2009, 1 era un paleta, 1 electricista i 1 perruqueria.
L'any 2000 a Saint-Martin-l'Hortier hi havia 12 explotacions agrícoles que ocupaven un total de 486 hectàrees.

## Poblacions més properes
El següent diagrama mostra les poblacions més properes.